# Platea (Pensilvania)
Platea es un borough ubicado en el condado de Erie en el estado estadounidense de Pensilvania. En el año 2000 tenía una población de 454 habitantes y una densidad poblacional de 56 personas por km².

## Geografía
Platea se encuentra ubicado en las coordenadas 41°57′4″N 80°19′31″O / 41.95111, -80.32528

## Demografía
Según la Oficina del Censo en 2000 los ingresos medios por hogar en la localidad eran de $38,125 y los ingresos medios por familia eran $39,063. Los hombres tenían unos ingresos medios de $30,078 frente a los $22,500 para las mujeres. La renta per cápita para la localidad era de $14,555. Alrededor del 12.9% de la población estaba por debajo del umbral de pobreza.